# Jakob Zwigott
Jakob Zwigott OCist (* 1643 oder 1644 in Graz; † 20. November 1709 in Rein) war ein österreichischer Geistlicher und der 41. Abt des Zisterzienserstiftes Rein in der Steiermark.

## Leben
Jakob Zwigott wurde um 1643/44 in Graz geboren und entstammt vermutlich der dort ansässigen Künstlerfamilie Zwigott. Im Jahre 1664 inskribierte Zwigott an der Universität Graz. Im Jahre 1667 trat er unter Abt Balthasar Stieber in das Stift Rein ein und legte am 20. März 1667 die Profess ab, ehe er im Jahre 1671 seine erste Heilige Messe feierte. In den Jahren 1675 bis 1677 war Zwigott Pfarrvikar in Gratwein, 1693 in St. Pankrazen bei Gratwein und 1695 Propst in Straßengel. Als ehemaliger Zögling des Jesuitenkonvikts in Graz war Zwigott in der Rhetorik ausgebildet und hatte zusätzlich eine starke Neigung zur Astronomie. Nach dem Ableben des bisherigen Abtes von Stift Rein, Alanus Matt, am 4. Juli 1696 wurde Zwigott nicht einmal zwei Monate später, am 19. August 1696, unter dem Vorsitz des vom Vaterabt Candidus Pfister vom Kloster Ebrach dazu delegierten Generalvikars Marian Schirmer vom Stift Heiligenkreuz zum Nachfolger Matts als Abt gewählt. Als Wahlassistenten fungierten die Äbte von Sittich, Anton Gallenfels, und Schlierbach, Nivard Dierer, die auch bei der Benediktion durch Abt Marian am folgenden Tag assistierten.
Am 21. August 1696 einen Revers an die Regierung ausgestellt, wurde er am 7. Dezember 1696 als Verordneter in das Steirische Landhaus eingeführt. Nicht einmal zwei Jahre später erfolgte am 5. Juli 1698 Zwigotts Ernennung zum Generalvikar für Kärnten und Krain durch Generalabt Nicolas Larcher von Cîteaux. Am 18. Mai 1699, sowie abermals im Jahre 1700 wurde er in diesem Amt bestätigt und besuchte im Jänner 1700 und im Juli 1701 das Kloster Sittich in der Krain, sowie im Jahre 1705 das Stift Lilienfeld. Zu Lilienfeld hatte er, soweit bekannt, ohnehin eine gute Verbindung; so führte er unter anderem mit Chrysostomus Wieser einen regen Schriftverkehr. Am 18. Februar 1702 leitete er die Abwahl in Viktring, bei der Johannes Moser als neuer Abt des Stiftes hervorging. 1703 leitete er die Abtwahl in Landstraß, bei der Friedrich Hofstetter zum Abt gewählt wurde, und am 9. April 1707 leitete er zudem die Abtwahl in Stift Neukloster, aus der Robert Lang als neuer Abt hervorging.
Während seiner Amtszeit war Zwigott bestrebt die Abtei St. Gotthard zu übernehmen, was jedoch in weiterer Folge ohne Ergebnis blieb. Abt Jakob, der als großer Marienverehrer galt, führte im Jahre 1699 verschiedene Erleichterungen und Änderungen im Gottesdienst ein. Im Jahre 1700 ließ er eine Orgel anfertigen, die vermutlich von der Grazer Werkstätte A. Schwarz geliefert wurde. Es wird ebenso vermutet, dass ebendiese Orgel bereits 1738, anlässlich der beginnenden Abtragung der romanischen Stiftskirche, in die Pfarrkirche von Gratwein-Straßengel übertragen und dort 1916 durch eine Orgen aus der Werkstätte Alb ersetzt wurde.
Des Weiteren verbesserte er die wirtschaftliche Lage des Stiftes und konnte zudem die Schulden verringern, obwohl er während des Spanischen Erbfolgekriegs in den Jahren 1701 bis 1714 hohe Summen an die Regierung abführten musste. Als er am 20. November 1709 nach langer Krankheit in Rein starb, hinterließ er seinem Nachfolger Placidus Mally zwar ein geordnetes und wohlbestelltes Kloster, aber auch eine noch immer erhebliche Schuldenlast. Diese vermochte Mally im Laufe seiner rund 26-jährigen Amtszeit weitgehend abzubauen und sich als größter Bauherr in der Geschichte des Stiftes hervorzutun. Disziplinare Probleme, die es unter seinen Vorgängern noch gegeben hatte, sind aus Zwigotts Amtszeit nicht bekannt.